# ساعت ستاره‌ای

ستاره قطبی (جُدَی) در مرکز و ثابت است و ستاره‌های پیراقطبی شمالی همواره بگرد آن در چرخشند که به کمک آنها به عنوان عقربه ساعتگرد می‌توان زمان شبانه را محاسبه کرد.

ساعت ستاره‌ای؛ به اندازه‌گیری، تشخیص و تطبیق زمان در شب به کمک ستارگانی شاخص گفته می‌شود. به‌طور معمول این روش با مقایسه و سنجش جابجایی بعضی ستارگان پیراقطبی شمالی بر گِرد ستاره قطبی می‌باشد. حرکت ستاره دُبِّه (در انتهای ملاقه صورت فلکی خرس بزرگ) و از طرفی ستاره گاما ذات‌الکرسی (در میانهٔ صورت فلکی ذات‌الکرسی) بر گِرد ستارهٔ قطبی دو سازوکار معمول نسبتاً دقیقی برای ساعت ستاره‌ای است.
تعیین زمان با ساعت ستاره‌ای در شب در حقیقت ادامه ی سنجش زمان ظاهری محلی است که در روز به کمک ساعت آفتابی صورت می‌گیرد، بنابرین ساعت ستاره‌ای نیز مانند ساعت آفتابی زمان ظاهری را نمایش می‌دهد که به زمان رسمی یا استاندارد نیز قابل تبدیل است.
اینگونه زمان‌سنجی شبانه‌ای در کنار ساعت آفتابی به ضمیمه تقویم نجومی در مصر باستان معمول بوده است.

## محاسبات کلی

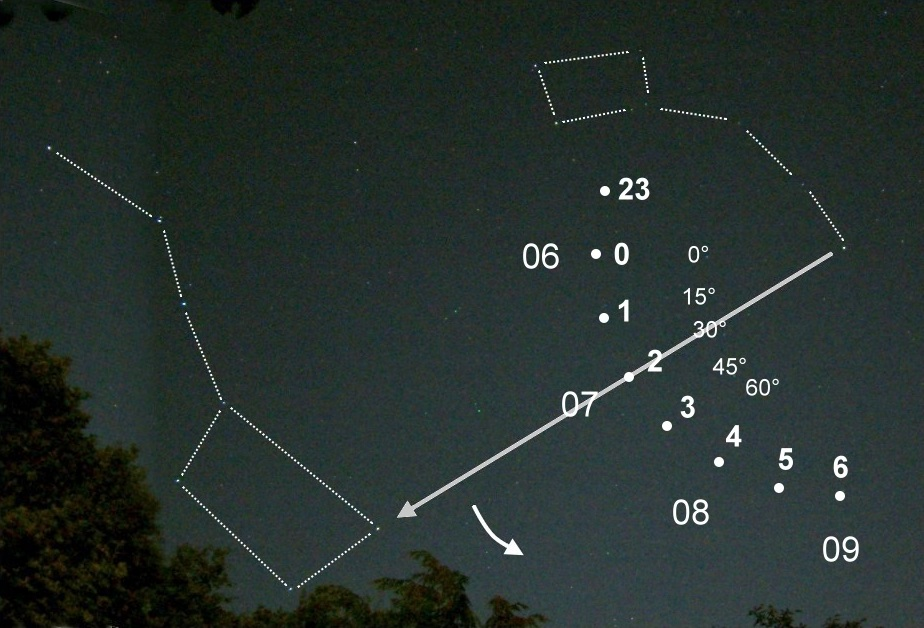
هر ستاره به‌دنبال حرکت وضعی زمین هر شبانه‌روز به سمت غرب یک دور کامل می‌زند که هر ساعت آن ۱۵ درجه (ساعت ۰، ۱، ۲، ...) است و بعلت حرکت انتقالی زمین در طول هر ماه نسبت به یک زمان ثابت مثلاً نیمه‌شب، حدود ۳۰ درجه (ماه ۰۶، ۰۷، ۰۸، ...) به سمت غرب جابه‌جا می‌شود. (این تصویر وضعیت خرس بزرگ در ساعت ظاهری ۲ بامداد ۱۵ خرداد برای عرضهای بالای ۴۵ درجه است)

هر ستاره مانند دیگر اجرام فلکی، حرکت دورانی شبانه‌روزی منظمی با مرکزیت قطب سماوی از شرق به غرب در آسمان دارد که با زمان آفتابی (زمان خورشیدی ظاهری) هماهنگ است. ساعتی با مرکزیت ستارهٔ قطبی در آسمان فرض می‌شود که «امتداد یکی از ستارگان پیراقطبی تا ستارهٔ قطبی» عقربهٔ ساعت‌شمار آن است. این ساعت حرکت پادساعتگرد (خلاف جهت عقربه‌های ساعت) داشته و ۲۴ساعته است. هر درجه برابر «۴ دقیقه»، هر ۱۵درجه برابر «یکساعت» و هر ۳۰درجه برابر «دو ساعت» زمانی است.

### تفاضل شبانه‌روزی
از آنجا که بعلت حرکت انتقالی زمین در زمینه ی ستارگان، هر ستاره یک تغییر وضعیت سالانه نیز دارد (هر شب نزدیک به یک درجه به اندازه قریب به ۴ دقیقه زمانی به غرب متمایل می‌شود). هر شب، ساعت ستاره‌ای مبدأ متغییری خواهد داشت و تنها در یک شب از سال مبدأ نصف‌النهاری دارد؛ یعنی در ظاهر هم مانند یک ساعت بوده و عقربه ی ساعتی آن در نیمه‌شب ظاهری بر روی نصف‌النهار و رو به بالا است (نیمه‌شب هماهنگ).
از این رو برای محاسبه زمان (در هر شب «۴ دقیقه» و هر نصف ماه «یک ساعت» و هر ماه «دو ساعت» زمانی) قبل از نیمه‌شب هماهنگ به ساعت افزوده و بعد از نیمه‌شب هماهنگ از آن کسر شود.

### تطبیق زمانی
ساعت ستاره‌ای زمان ظاهری (حقیقی) محلی را نمایش می‌دهد. این زمان ادامهٔ زمان آفتابی محلی در روز است و مبدأ روزانه آن ظهر محلی است. اختلاف شبانه‌روزی زمان ظاهری یا ساعت ستاره‌ای با ساعت رسمی با تفاضل لحظه ظهر نجومی نسبت به ساعت رسمی به دست می‌آید.
به این معنی که زمان ظهر محلی، ساعت ظاهری ۱۲ و ۱۲ساعت بعد از آن، ساعت ظاهری ۲۴ (صفر بامداد) آنجاست. تفاضل زمان ظاهری با رسمی به تفاوت زمان ظهر محلی نسبت به ساعت ۱۲ مربوط است؛ مثلاً ظهر اولین روز سال تهران در ساعت رسمی ۱۲:۱۱ (=ساعت ظاهری ۱۲ تهران) و نیمه‌شب ظاهری آن در ساعت رسمی ۰۰:۱۱ (=ساعت ظاهری صفر بامداد تهران) خواهد بود.

## اَشکال ساعت ستاره‌ای

### ساعت ستاره‌ای دبه
ساعت ستاره‌ای دبه (در انتهای ملاقه صورت فلکی خرس بزرگ)، در نیمه‌شب ظاهری محلی ۱۵ اسفند (۵ مارس) تقریباً با مبدأ نصف‌النهاری خواهد بود؛ یعنی این شب در تمام نقاط جهان، موازی شدن خط دبه __ ستاره قطبی با نصف‌النهار محلی، نمایش دهنده ساعت ظاهری ۱۲ شب است (نیمه‌شب هماهنگ ساعت دبه).
عقربه ساعت ستاره‌ای دبه، به زمان ظاهری در ساعت ۱۲ شب ۱۵ اسفند، بر روی نصف‌النهار محلی قرار می‌گیرد و در ظاهر هم، مانند یک ساعت کار می‌کند و ساعت ۱۲ شب آن دقیقاً بالاست. برای شبهای قبل و بعد لازم است تفاضل شبانه‌روزی ساعت ستاره‌ای اعمال شود. ساعت دبه در زمستان و بهار کاربرد بیشتری دارد.
```
مثال اول: در اول اسفند ساعت ستاره‌ای دبه، هنگام نیمه‌شب ظاهری، ساعت ۱۱:۰۰ شب را نشان می‌دهد (۱۵ روز قبل از نیمه‌شب هماهنگ ساعت دبه ← افزودن یک ساعت) بنابرین ساعت محاسبه شده ۱۲:۰۰ نیمه‌شب ظاهری است.

مثال دوم: در اول نوروز ساعت ستاره‌ای دبه، هنگام نیمه‌شب ظاهری، ساعت ۰۱:۰۰ بامداد را نشان می‌دهد (۱۵ روز بعد از نیمه‌شب هماهنگ ساعت دبه ← کسر یک ساعت) بنابرین ساعت محاسبه شده ۱۲:۰۰ نیمه‌شب ظاهری است.

مثال سوم: این ساعت در نیمه‌شب ۱۶ اسفند با یک درجه تغییر مبدأ ساعت ۰۰:۰۴ نمایش می‌دهد (با کسر ۴دقیقه) ساعت ۱۲:۰۰ نیمه‌شب بدست می‌آید.
```

### ساعت ستاره‌ای گاما ذات‌الکرسی
ساعت ستاره‌ای گاما ذات‌الکرسی (در میانه ی صورت فلکی ذات‌الکرسی)، در نیمه‌شب ظاهری ۱۵ مهر (۷ اکتبر) تقریباً با مبدأ نصف‌النهاری خواهد بود؛ یعنی این شب در تمام نقاط جهان، موازی شدن خط گاما __ ستاره قطبی با نصف‌النهار محلی، نمایش دهنده ساعت ظاهری ۱۲ شب است (نیمه‌شب هماهنگ ساعت گاما).
برای شبهای قبل و بعد لازم است تفاضل شبانه‌روزی ساعت ستاره‌ای اعمال شود. ساعت گاما ذات‌الکرسی در تابستان و پاییز کاربرد بیشتری دارد.
```
مثال اول: در اول مهر ساعت ستاره‌ای گاما، هنگام نیمه‌شب ظاهری، ساعت ۱۱:۰۰ شب را نشان می‌دهد (۱۵ روز قبل از نیمه‌شب هماهنگ ساعت گاما ← افزودن یک ساعت) بنابرین ساعت محاسبه شده ۱۲:۰۰ نیمه‌شب ظاهری است.

مثال دوم: در اول آبان ساعت ستاره‌ای گاما، هنگام نیمه‌شب ظاهری، ساعت ۰۱:۰۰ بامداد را نشان می‌دهد (۱۵ روز بعد از نیمه‌شب هماهنگ ساعت گاما ← کسر یک ساعت) بنابرین ساعت محاسبه شده ۱۲:۰۰ نیمه‌شب ظاهری است.

مثال سوم: این ساعت در نیمه‌شب ۱۶ مهر با یک درجه تغییر مبدأ ساعت ۰۰:۰۴ نمایش می‌دهد (با کسر ۴دقیقه) ساعت ۱۲:۰۰ نیمه‌شب بدست می‌آید.
```